# Мажоритарна виборча система
Мажорита́рна ви́борча систе́ма — порядок визначення результатів голосування, коли обраним вважається кандидат, який одержав на виборах більшість (абсолютну чи відносну) голосів виборців.
Мажоритарні системи можуть бути:
а) відносної більшості (обраним вважається депутат, який отримав найбільшу кількість голосів виборців, що взяли участь у голосуванні, а у випадку рівності голосів питання вирішується шляхом жеребкування або проведенням повторних виборів (Україна та більшість інших країн світу);
б) абсолютної більшості (обраним вважається депутат, за якого проголосувало більше половини виборців, що прийшли на вибори, тобто 50 % + 1 голос. У разі, якщо жоден кандидат не набрав необхідної кількості голосів, організовуються повторні вибори, в яких беруть участь 2 кандидати, що набрали найбільшу кількість голосів (Франція, вибори Палати представників Австралії);
в) мажоритарна система кваліфікованої більшості (обраним вважається кандидат або список, який отримав певну кваліфіковану більшість голосів виборців, яка є більшою за абсолютну (2/3, ¾). Така система зустрічається дуже рідко через її низьку результативність. Застосовується у Чилі, до 1993 року в Італії при виборах Сенату.